# Позёмок

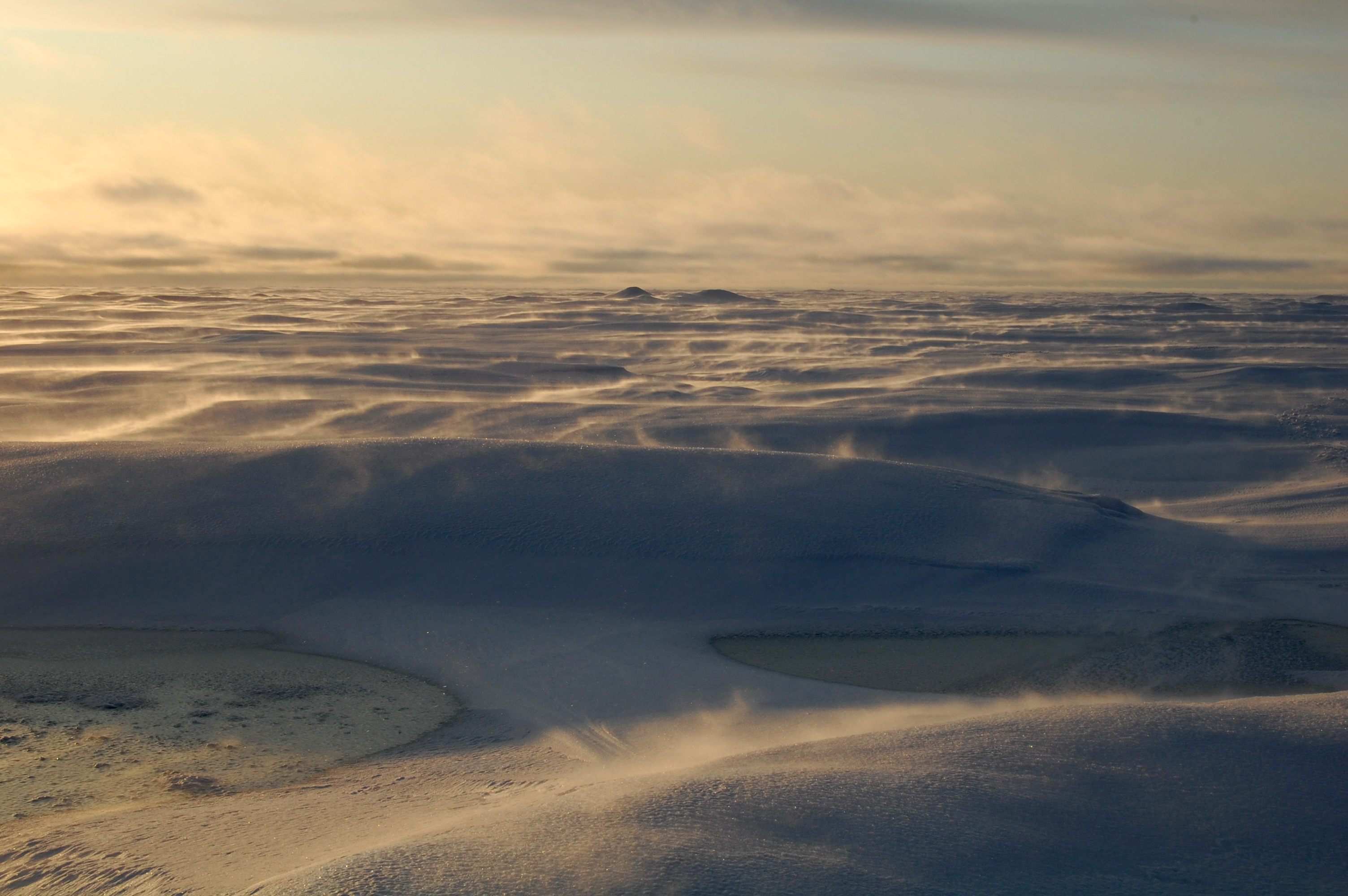
Позёмок в Арктике

Позёмок (позёмка) — ветровой перенос снега на высоте нескольких десятков сантиметров над снежным покровом; горизонтальная дальность видимости при этом не ухудшается. При достаточном разгоне, на открытых пространствах, особенно в степной зоне, позёмок образует на дорогах снежные перемёты, нередко полностью блокируя движение автотранспорта.
Один из видов метели. Может образовывать снежные заструги в ветровой тени предметов.
Позёмок является достаточно частым погодным явлением. В «Наставлении гидрометеорологическим станциям и постам» позёмок определяется как «перенос снега ветром у поверхности земли до высоты 1,5—2 м, движение частиц снега более или менее параллельно земле; часто наблюдается при безоблачном небе, но может наблюдаться одновременно с выпадением осадков. Видимость уменьшается незначительно».
В авиационном метеорологическом коде METAR позёмок обозначается как DRSN (от англ. drifting snow).